# کره سی
کره سی، روستایی از توابع بخش مرکزی شهرستان سنندج در استان کردستان ایران است.
این روستا در فاصله 13 کیلومتری شهر سنندج قرار دارد و دارای مناظر بسیار زیبایی می باشد.

## جمعیت
این روستا در دهستان آبیدر قرار دارد و براساس سرشماری مرکز آمار ایران در سال ۱۳۸۵، جمعیت آن ۳۸۶ نفر (۱۰۲خانوار) بوده‌است.